# Tempo d'amarsi
Tempo d'amarsi è un film del 1955 scritto e diretto da Elio Ruffo, al suo debutto alla regia.
Ambientato tra i paesi calabresi di Bovalino e San Luca, il regista volle rappresentare coloro che vivevano in condizioni di povertà estrema, vessati, nella sua visione, da un sistema sociale basato su pregiudizi e da una classe dirigente corrotta.

## Trama
A seguito di un incidente sul lavoro un lavoratore vedovo che vive in un piccolo paese della Calabria con i suoi cinque figli rimane ucciso. I cinque figli orfani affrontano una situazione terribile: Rosa, la sorella maggiore di diciott'anni, che si è impegnata con Peppe Jemma, un giovane muratore, cerca di ottenere un sussidio che le spetta dal comune competente. Tuttavia deve rinunciarvi a causa delle insistenti avances del funzionario comunale. Il fratellino Gianni, un ragazzo di undici anni, decide di fuggire da casa per recarsi alla marina, dove spera di trovare lavoro in una fabbrica. 
Rosa parte in bicicletta con il fidanzato per rintracciare il fratellino. La notte la trascorrono fuori di casa in uno stabilimento balneare abbandonato: L'alba li porta in riva al mare, dove non sanno che c'è anche Gianni, che li vede da lontano e scappa. Gianni riesce ad arrivare in fabbrica, ma mentre esce, Rosa e Peppe lo raggiungono e scoprono che alcuni lavoratori hanno donato al bambino una banconota. Rosa e Peppe lo raggiungono e gli intimano di tornare a casa.
I giorni passano e Peppe teme di essere licenziato per la sua assenza ingiustificata dal lavoro. Si mette a riparare una gomma della sua bicicletta. Poco dopo, Gianni si avvicina e lo assiste, per la gioia di Rosa, felice di vedere il suo fratellino ritrovato e il futuro marito insieme come una famiglia.

## Distribuzione
Il film fu proiettato in anteprima mondiale al Locarno Film Festival nel 1955, dove ottenne una menzione speciale dalla critica. Nel 2022, in occasione della settantacinquesima edizione del Festival, la pellicola è stato proiettata nuovamente a seguito del restauro in 4K effettuato dalla Cineteca Milano MicLab.

## Accoglienza
Il critico Gianni Rondolino ha osservato che "pur essendo esile, nel racconto di una storia d'amore sullo sfondo di una società osservata con fine senso critico [...] il film, concepito, diretto e prodotto da un giovane alle prime armi, testimonia di un chiaro e originale senso cinematografico". Più freddo fu invece Ugo Casiraghi, che lo liquidò come un "filmetto [...] estremamente dilettantesco".